# 佐々木萌詠
佐々木 萌詠（ささき もえ、1996年5月20日 - ）は、日本の元女優。2012年から2018年にかけて活動。イー・コンセプトに所属していた。

## 経歴・人物
1996年5月20日生まれ。プロフィールでは神奈川県出身だが、インターネット番組『デ☆ビューch』に出演した際、自らを「九州の女」と語ったことがある。
15歳のときに所属事務所（イー・コンセプト）にスカウトされる。篠原涼子・鈴木杏樹・上地雄輔・工藤里紗などが所属することで知られる事務所である。2012年、河合塾のCMで芸能界デビュー。同年3月12日公開の映画『チア☆ダン〜女子高生がチアダンスで全米制覇しちゃったホントの話〜』に出演。
2013年9月16日より、R's第4期メンバーとして『Rの法則』に出演（2017年3月27日放送をもって番組卒業）。
2015年、本人によると転機が訪れる。ドラマ『南くんの恋人〜my little lover』で、「初めて“必要な役”として物語に関わることができ」た。「上がった（女優の）階段は一段でも降りることはできないと気が引き締まった。生涯女優として生きたいからこそ、いつか主役の場所に立ちたいし、憧れの篠原涼子さんにも追いつきたい」とサンスポの取材に答えている。
2016年9月20日に公開された鹿児島県志布志市のウナギの宣伝動画『うな子』に出演。ただしこの動画は問題視され、9月26日に削除される。12月22日から翌年2月22日にかけて、ウェブ上の連載『動画で納得、今さら聞けない自転車のキホン』に出演。スポーツバイク初心者ではあるものの、初めてのロードバイク「MOE号」を手に入れ、連載をこなした。
2017年5月11日より公開されたレオパレスのCMでは、広瀬すずの友人を演じた。
2018年、引退。事務所の公式サイトでプロフィールが確認できる最後の日付は2019年1月17日である。
特技はクラシックバレエ、ヒップホップダンス、ピアノ。太い眉毛は特にいじってない。「ナチュラルな黒髪とまゆを生かして時代劇もやってみたい」と語ったこともある。

## フィルモグラフィ
（この節、特に断らない限り出典：）

### 映画
- 私立バカレア高校（2012年10月13日） - 城ヶ崎萌詠 役
- 生贄のジレンマ（2013年） - 夏川詩織 役
- 近キョリ恋愛（2014年10月11日） - 長谷川萌 役
- リアル鬼ごっこ（2015年7月11日） - しょうこ 役
- ガールズ・ステップ（2015年9月12日）
- orange（2015年12月12日） - 柳澤萌詠 役
- バレンタイン・ナイトメア（2016年）- 青柳葵 役
- 黒崎くんの言いなりになんてならない（2016年2月27日） - 今泉香織 役
- HK 変態仮面 アブノーマル・クライシス（2016年5月14日）
- fuji_jukai.mov（2016年4月22日） - ムー 役
- シンデレラゲーム（2016年10月1日）- 蒼井涼夏 役 [10]
- チア☆ダン〜女子高生がチアダンスで全米制覇しちゃったホントの話〜（2017年3月11日）- 真美 役
- 氷菓（2017年11月3日）
- 未成年だけどコドモじゃない（2017年12月23日）
- 野球部員、演劇の舞台に立つ!（2018年2月24日） - 島田彩音 役
- 恋は雨上がりのように（2018年5月25日）

### テレビドラマ
- 私立バカレア高校（2012年、日本テレビ） - 城ヶ崎萌詠 役 ※レギュラー
- スプラウト（2012年、日本テレビ）
- 黒の女教師 第2話（2012年、TBS） - カンニングの指導を受ける生徒 役
- Piece（2012年、日本テレビ） - カナ 役
- Dearママ（2012年） - 池内葵 役
- 第二楽章（2013年、NHK）- 熊谷美紀 役
- 南くんの恋人〜my little lover（2015年、フジテレビ） - 御木本あみ 役
- 2夜連続SPドラマ 黒崎くんの言いなりになんてならない（2016年、日本テレビ） - 今泉香織 役
- お前はまだグンマを知らない（2017年 、日本テレビ） - 上野 役
- マッサージ探偵ジョー（2017年、テレビ東京） - 弥生 役
- りんごとみかん（2017年、長野朝日放送・愛媛朝日テレビ） - アカリ 役

### テレビ（バラエティ）
- Rの法則（2013年10月 - 、NHK Eテレ）
- 紺野、今から踊るってよ （2016年9月 - 、テレビ東京)

### CM
- 河合塾（2012年）
- サントリー「デカビタC」(2017年)
- レオパレス21 恋するレオパレス3rd Season（「女子大生すず」篇, 「はじめてのホムパ」篇）(2017年5月11日 - )

### Web
- 鹿児島県志布志市ふるさと納税PR動画 『うな子』（2016年9月20日 - 26日）
- 動画で納得、今さら聞けない自転車のキホン（2016年 - ）